# Maces i Àngels
Les Maces i Àngels formen part de la de la comparseria de la Patum, la festa del Corpus de Berga.
Antigament, les Maces havien format part d'un únic quadre, el dels diables, juntament amb els Plens. Aquest antic entremès, documentat des del 1628, simbolitza l'eterna lluita entre el Bé i el Mal, representada aquí a través de l'escenificació d'una pugna entre àngels i dimonis. Les Maces foren la darrera comparsa que incorporà música, composta per en Joan Trullàs l'any 1963.

## Història
L'entremès de les Maces formava part inicialment d'un únic quadre festiu, el dels diables, conjuntament amb els Plens. Documentat des del 1628, aquest entremès dels diables, podria simbolitzar l'eterna lluita entre el Bé i el Mal, representat en aquest cas mitjançant l'escenificació d'una lluita entre àngels i dimonis.
El salt de Maces, deu el seu nom als estris que els diables porten a la representació. Les Maces són un pal de més de dos metres d'alçada al capdamunt del qual hi ha una caixa rodona de fusta i pell i que són rematats amb un coet (o fuet). Els dimonis van abillats amb vestits verds i vermells i amb la cara tapada per una màscara.

Els àngels de les Maces, encara que sempre s'han trobat relacionats amb aquest entremès pel fet de formar part del mateix quadre escènic, tenen comparsa pròpia. Actualment, prenen part a la representació dos representants de les forces del Bé: Sant Miquel i un altre àngel que l'acompanya.
Antigament, quan les Maces i els Plens encara formaven part del mateix salt, els àngels ja participaven, malgrat que fins a mitjans del segle xx tan sols “remataven” a l'últim diable al qual li petava finalment la càrrega del fuet. Els àngels ja es troben documentats a la celebració el 1628, quan apareixia només l'arcàngel Sant Miquel. El seu ajudant, es va incorporar a la representació a la primera meitat del segle xix.
Aquest salt sempre va estar acompanyat del so i ritme del Tabal fins al 1963, any en què l'entremès va començar a acompanyar-se amb la música composta per Joan Trullàs (Sallent, 1921-Bagà, 2007). En la seva forma escènica, es pot establir una diferència entre la representació de dia i la de la nit. Durant la nit, la comparsa es compon tan sols de quatre diables i les seves corresponents Maces, al ritme del Tabal, sense cap màscara i vestit tradicional.

## Coreografia i Música
L'escenificació de l'entremès és diferent a la Patum de Lluïment respecte a la de la Patum Completa de la nit. A la primera, la comparsa es compon de vuit diables vestits amb les indumentàries tradicionals de colors verd i vermell. Els seus rostres estan tapats per una màscara, i en les seves mans porten les Maces. A l'escenificació, hi ha dos grups oposats formats per quatre diables, que s'entrecreuen entre si. Entre ambdós grups, se situen l'arcàngel Sant Miquel i un altre àngel, que creuant-se amb aquests, els "rematen" amb una llança i una espasa quan el fuets dels primers han petat.
A l'escenificació de la Patum Completa només actuen quatre diables, sense el vestit tradicional ni la màscara.
Quant a la música, també cal diferenciar entre la Patum de Lluïment i la Patum Completa. A la Patum de Lluïment àngels i maces dansen al so de la música composta per Joan Trullàs i incorporada el 1963: Anteriorment la representació es feia únicament al so del tabal, fet que es manté en la representació de la Patum Completa.

## Fitxa tècnica[1]
- Construcció:
  - Maces Velles (4): 1930
  - Maces Noves (4) : 1972
- Autors:
  - Maces Velles: Pintor manresà Veciana
  - Maces Noves : suport construït per Jordi Camps (fuster local)
  - Cuirs Policromats: Col·lectiu de pintors del Cau d'Art (Berga)
- Materials: Tambors i mànecs de fusta. El suport de les pintures és format per cuir tensat, Policromies a l'oli.

Nota: Tot i que les maces són de construcció recent també han conservat la forma, la tècnica i l'estil antics. En primer lloc, pel manteniment de la pell (de cabra) on són pintades representacions diabòliques. En segon lloc, per la conservació al seu interior de pedres que, en fregar contra la pell i la fusta, produeixen un so inconfusible.